# Bien Zarbos
Albums de Volo
Blancs Manteaux à Volo
(2006)
Bien Zarbos est le premier album de Volo (groupe formé par Frédéric Volovitch, connu pour son passé au sein des Wriggles et son petit frère Olivier, régisseur de ces derniers), sorti en 2005 et édité par le label Opera-Music.
Les sujets abordés sont divers. L'amour, la rupture, la parentalité ou encore le quotidien sont ici dépeints sur fond de critique sociale et politique.

## Chansons
liste des chansons de l'album  :
1. Élisa - 2.17
2. Le MEDEF - 3.22
3. Tu M'Fais Marrer (Bébé) - 3.01
4. Histoire Sympa - 3.17
5. Fille En Fleur - 2.06
6. God Bless - 4.39
7. Anvers - 2.38
8. C'est Plus Fort Que Toi - 2.46
9. Ils Nous Apprennent - 3.18
10. Montréal - 2.23
11. Les Infos - 2.50
12. Avant L'Amour - 3.25
13. Bien Zarbos - 2.24
14. Le Métro - 3.42
15. La Mémoire - 2.20
16. Dans Mon Café Préféré - 7.57

## Crédits

### Musiciens
- Frédéric Volovitch : paroles, chant et guitare nylon.
- Olivier Volovich : paroles, chant et guitare nylon.
- Hugues Barbet : guitare électrique et guitare folk.
- Thomas Huiban : basse.
- Enrico Mattioli : batterie.
- Laurian Daire : claviers.
- David Bellemare : saxophone et flûte.
- Valérie Kafelnikov : harpe.
- Cécile Brey et Céline Planes : violons.
- Renaud Stahl : alto.
- Grégory Lacour : violoncelle.
- Christophe Alary : arrangement cordes

### Ingénieurs
- Jérôme Favrot-Maes : enregistrement, mixage.
- Alex Mary : assistant enregistrement et mixage.
- Rodolphe Sampieri, Hélène et Romain Della Valle : assistants mixage.
- Jean-Pierre Bouquet : mastering.

### Designers
- Marine Jourdy, Gaëlle et Guillaume Cosson : design pochette.
- Guillaume Cosson et Pierre Vallée : photos.
- Marine Jourdy : illustrations.